# Бої за Ургу
Бої за Ургу — два зіткнення за столицю окупованої китайцями Монголії, що проводилися за ініціативи російського барона німецького-балтійського походження Унгерна.

## Передумови
За російськими даними, у 1920 р. Роман фон Унгерн-Штернберг збирався у похід на Кяхту (тоді ще Троїцкосавськ), проте не дістав пропуску від китайців, рішення яких дуже розізлило барона. За іншою версією, Унгерна прикликав монгольський аристократ Цеван. 
26 жовтня 1920 р. Азійська кінна дивізія, головнокомандувачем якої Унгерн і був, штурмувала Ургу, проте вже наступного дня була відбита китайцями. У місті підняли військову тривогу. 

## Перша Битва
Зрозумівши, що перший рейд зазнав невдачі, сили барона відійшли. Та вже 1 листопада його дивізія здійснила набагато серйознішу спробу штурму. Китайці чинили жорсткий та агресивний опір. 4 листопада китайський гарнізон цілковито перехопив ініціативу у наступаючих і, згідно з російськими даними, користуючись значною чисельною перевагою і кращим матеріальним забезпеченням зумів розсіяти противника.
Азійська кінна дивізія відступила до р. Терелджійн-Гол в верхів'я Туула з важкими втратами.
Дані щодо чисельності китайського гарнізону на території Урги є суперечливими, оскільки основні сили Аньхойського воєнного бандгрупування (котрі й окупували Монголію.) від сумарного числа у 14 000 бійців разом із воєначальником Сюй Шучженем відійшли на територію Китаю для боротьби з феньтянською та чжилійською кліками і були розбиті. На деякий час локалізовані в Монголії сили аньхоя залишилися без керівництва. У зв'язку з нападом Унгерна роль командира взяв на себе дехто Чжан Ціньхуй, котрий організував оборону.
Богдо-хан і його оточення потрапили під домашній арешт; Монгольське і російське населення міста піддавалося репресіям на підставі співробітництва з Унгерном.
За деякими даними, пізніше Угра перейшла під контроль феньтянців і старшим був призначений Го Сунлін.

## Підготовка до другого штурму
Підготовка забрала майже три місяці. 
Протягом цього часу Азійська дивізія виросла практично вдвічі (до 1460 чол.) і була частково реорганізована; У її розпорядженні були 12 кулеметів і 4 штурмові знаряддя. Монгольське населення поширювало чутки про те, що Унгерн формує більшу монгольську армію чисельністю до 5 тис. чол., Що стало відомо китайському командуванню, яке за весь час окупації не проводило ніяких фортифікаційних робіт, і не могло підтвердити достовірність цих відомостей через відсутність налагодженої розвідувальної служби.
Для нового штурму полковником ДубУовиком був розроблений детальний план взяття міста, схвалений вищими офіцерами дивізії і детально доведений старшому і молодшому командному складу.
У ніч на 1 лютого дві сотні тібетців, монголів і бурятів на чолі з Ц. Ж. Тубановим, баргутом Лувсаном і тібетцем Саджа-ламою попрямували з долини У-Булан на південно-західний схил гори Богдо-Хан-Уул з метою звільнити з-під арешту Богдо-гегена VIII. Головні сили білих рушили на місто. У цей же день загін під командуванням Резухіна захопив передові позиції китайців на південь від Урги. Дві сотні під командою Хоботова і Неймана підійшли до міста з південного сходу.

## Друга Битва
Вдень 1 лютого головні сили дивізії під командуванням генерала Резухіна вийшли до мадачанського дефіле і до вечора вибили китайців з височини у с. Нижній Мадачан між горами Богдо-Ула і Баянзурх. Осавул Хоботов вибив китайців з Худжір-Буланскіх казарм.
Зранку 2 лютого сотня поручика Плясунова обійшла з півночі китайську батарею на південно-східному схилі Богдо-Ули і відкрила вогонь, що змусило китайців залишити позиції і очистити с. Великий Мадачан, котрий взяв під штурм Резухіна. Під час цих боїв унгерновський загін, попередньо знищивши китайські охоронні патрулі на Богдо-Уле, через долину Їх-Тенгерійн-ам і по р. Туул вийшов до палацу, де під арештом перебував Богдо-геген. Розсіявши китайську охорону він звільнив Богдо-гегена з його дружиною, і тим самим шляхом довіз їх в монастир Манджушри-хійд на горі Богдо-Ула, який знаходився під охороною його сил. Звістка про викрадення сильно деморалізувала китайський гарнізон.
У ніч з 2 на 3 і з 3 на 4 лютого по всім зайнятим дивізією хребтах горіло безліч вогнів, що викликало у китайців помилкове враження про велику чисельність наступаючих. 3 лютого наступальних дій не велося; це пояснювалося або бажанням Унгерна дати перепочинок особовому складу, або передбачення лам про те, що найбільш сприятливий день для вирішального наступу — 4 лютого. Тим часом китайське командування ухвалило рішення про необхідність залишення Урги.
У ніч на 4 лютого Резухін форсував Туул і, ліквідувавши караули, ранком пішов на штурм китайських казарм, розташованих на схід від міста. Скориставшись повною неготовністю ворогів до атаки, 900 кавалеристів Резухіна до світанку завершили штурм казарм. Після цього він попрямував на китайський квартал, а осавул Хоботов і Архипов — до монгольських казарм на південь від міста, оволодівши якими вони почали входити в Ургу. Розбивши ворота укріпленого кварталу, полки Резухіна пішли на приступ і у вуличних боях розбили китайський гарнізон, зазнавши порівняно великі втрати; Китайці, — як військові, так і велика частина цивільних — рятувалися втечею. Об 2 годині дня по вулицях Урги проїхав Унгерн із конвоєм, що знаменувало закінчення штурму.

## Результати
Незалежність Зовнішньої Монголії була відновлена; влада Богдо-хана реставрована, уряд відновлено.
Азійська кінна дивізія значно поповнилася за рахунок жителів Урги й захопила багато трофеїв: 16 гармат, 60 кулеметів, 5 тис. рушниць і 500 тис., а також патрони.